# From the North
From the North è il sesto album in studio del gruppo hardcore punk svedese Raised Fist, pubblicato nel 2015.

## Tracce
1. Flow – 2:57
2. Chaos – 2:38
3. Man & Earth – 3:52
4. In Circles – 2:43
5. We Will Live Forever – 3:13
6. Sanctions – 2:18
7. Ready to Defy – 3:23
8. Depression – 3:06
9. Gates – 2:11
10. Until the End – 2:57
11. Unsinkable – 3:00